# Vähämaa, Salo
Vähämaa är en halvö i Finland.   Den ligger i ön Storö i kommunen Salo i den ekonomiska regionen  Salo och landskapet Egentliga Finland, i den södra delen av landet, 120 km väster om huvudstaden Helsingfors.